# Polana extranea
Polana extranea är en insektsart som beskrevs av Fowler 1903. Polana extranea ingår i släktet Polana och familjen dvärgstritar. Inga underarter finns listade i Catalogue of Life.